# Ruedi Jeker
Ruedi Jeker (Büsserach, 9 juli 1944) is een Zwitsers politicus.

## Levensloop
In 1975 studeerde hij af aan de ETH Zürich. Van 1975 tot 1980 was hij wetenschappelijk medewerker aan de ETH Zürich en de Technische Hogeschool van Rapperswil. In 1980 verwierf hij de doctorstitel in de technische wetenschappen. Hierna was hij werkzaam als ingenieur en stedenplanner in de stad Zürich. 
Ruedi Jeker, lid van de Vrijzinnig Democratische Partij (FDP), was van 1983 tot 1987 voorzitter van de FDP Regensdorf. Van 1987 tot 1999 was hij lid van de Kantonsraad van Zürich. Van 1999 tot 2007 was Jeker lid van de Regeringsraad van het kanton Zürich. Hij beheerde achtereenvolgens de departementen van Economische Zaken (1999-2003) en van Veiligheid (2004-2007).
Ruedi Jeker was van 1 mei 2004 tot 30 april 2005 voorzitter van de Regeringsraad (dat wil zeggen: regeringsleider) van Zürich).